# Bandiera della Columbia Britannica
La bandiera della Columbia Britannica è stata adottata il 20 luglio 1960 e deriva dal proprio stemma.
Nella parte superiore è ritratta la Union Flag, schiacciata, al centro è presente la corona dorata a cinque punte di re Edoardo, nella parte inferiore compare un sole che tramonta su sfondo composto da quattro strisce ondulate bianche e tre ondulate blu.
La Union flag rappresenta il passato della provincia come colonia britannica. La corona rappresenta la famiglia reale canadese. Il sole che tramonta rappresenta il fatto che la Columbia Britannica è la provincia più ad occidente del Canada. Le onde bianche e blu simboleggiano la posizione della provincia tra le montagne Rocciose e l'oceano Pacifico.

## Bandiere storiche

Bandiera in uso dal 1870 al 1906
Bandiera in uso non ufficiale dal 1906 al 1960